# Gian Pedretti
Gian Pedretti (* 19. April 1926 in Basel; ✝︎ 29. Mai 2025 in Tenna/GR) ist ein Schweizer Plastiker, Maler und Schriftsteller. Sein Werk umfasst Plastiken, Malerei, Zeichnungen, Radierungen, Lithografien, Objekte und Texte.

## Leben und Werk
Gian Pedretti ist ein Sohn des Turo Pedretti, Bruder von Giuliano Pedretti und Ehemann von Erica Pedretti (1930–2022). Er wuchs in Samedan auf und besuchte von 1942 bis 1947 die Kunstgewerbeschule Zürich. Dort wurde er von Ernst Gubler unterrichtet und absolvierte eine Ausbildung zum Silberschmied in der Metallklasse von Alfred Willimann, Martin Vermeulen und Max Fröhlich. In dieser Zeit lernte er seine spätere Frau, die Silberschmiede-Studentin Erika Schefter, kennen. Anschliessend lebte er bis 1951 in Samedan und arbeitete mit seinem Bruder Giuliano im gemeinsamen Atelier.
Nach einem Studienaufenthalt in Paris, wo er u. a. Kontakt zu Alberto Giacometti pflegte, lebte er ab 1952 gemeinsam mit seiner Frau in Celerina. 1962 baute er dort für sich und seine Frau ein Atelierhaus. Er schuf neben Zeichnungen und Gemälden vorwiegend plastische Arbeiten, in Kupfer und Blei getriebene und gegossene Reliefs mit Tier-, Figuren- und Landschaftsdarstellungen. 1964, nach dem Tod seines Vaters, widmete sich Pedretti vermehrt der Malerei. Es folgten mehrere Aufenthalte in Paris und erneute Kontakte zu Alberto Giacometti. 1974 zog die inzwischen siebenköpfige Familie nach La Neuveville. Dort lebte sie ab 1985 in einem selbsterbauten Atelierhaus. Ab 2015 lebte das Künstlerpaar wieder in Celerina. 2022 erfolgte sein Umzug in die Wohngemeinschaft Alte Sennerei im Tenna Hospiz, wo er weiterhin schöpferisch tätig bleibt.
Gian Pedretti war zeitlebens mit dem Glasmaler Gian Casty freundschaftlich verbunden. Nach Castys Tod setzte Pedretti 1983 Gian Castys Bild Maria mit Kind in ein Südfenster der Evangelische Kirche St. Moritz Bad mit der Widmung Gian per Gian ein. In Pedrettis Atelier in Celerina befindet sich Gian Castys Bild Mädchen mit Schlange (1973).
Pedretti erhielt für sein bildnerisches Schaffen 1982 den Anerkennungspreis des Kantons Graubünden. Für sein literarisches Werk erhielt er 1986 den Anerkennungspreis des Kantons Bern.
Seine Werke stellte er u. a. im Kunsthaus Glarus, Kunstmuseum Solothurn, Kunstmuseum Winterthur, Kunsthalle Bern, Kunstmuseum Bern, Segantini Museum (St. Moritz), Bündner Kunstmuseum (Chur), Kunsthaus Pasquart (Biel) sowie in zahlreichen Galerien aus.
2025 kuratierte er eine Ausstellung zum Thema "Krieg und Auferstehung im Tenna Hospiz" mit, wo auch eigene Werke zu sehen waren.
Gian Pedretti starb am 29. Mai 2025 in Tenna.

## Auszeichnungen
- 2011: Kulturpreis der Stadt Biel
- 1998: Ehrengabe der UBS-Kulturstiftung (ebenso wie Erica Pedretti)
- 1982: Bündner Anerkennungspreis

## Ausstellungen (Auswahl)

### Einzelausstellungen
- 2013: Der Berg. St. Moritz, Château Papillon des Arts[6][7]
- 2009: Gian Pedretti. Malerei. Zürich, Paulus-Akademie
- 2007: Gian Pedretti. Der Maler. Biel, Kunsthaus Pasquart[8]
- 2001: Gian Pedretti. Biel, Centre PasquArt[9]
- 1995: Gian Pedretti. Bellelay, Kloster Bellelay
- 1990: Gian Pedretti. Bern, Kunsthalle Bern

### Gruppenausstellungen
- 2012: La forêt rouge. Le Châble, Musée de Bagnes[10]
- 1997–1999: Saxifrage, désespoir du peintre. La tendence expressive dans la peinture suisse contemporaine. Fribourg, Musée d’art et d’histoire / Sion, Musée cantonal des beaux-arts
- 1996/1997: Übergänge. Kunst aus Graubünden 1936–1996. Chur, Bündner Kunstmuseum
- 1987: Beispiele zum Thema Malen – Schreiben / Schreiben – Malen, aus Anlass der 9. Solothurner Literaturtage. Solothurn, Kunstmuseum Solothurn
- 1985: Das Oberengadin in der Malerei. 18. Jahrhundert bis zur Gegenwart.. St. Moritz, Segantini-Museum
- 1978: 3. Biennale der Schweizer Kunst. Aktualität Vergangenheit. Winterthur, Kunstmuseum Winterthur
- 1976: Gian Pedretti & Erica Pedretti. Solothurn, Museum der Stadt Solothurn[11]
- 1971: Giuliano Pedretti, Bildhauer. Gian Pedretti, Maler. Glarus, Kunsthaus Glarus

## Publikationen
- Da capo : Briefe an niemand. Droschl, Graz 1997, ISBN 3-85420-460-4.
- Mäandern. Droschl, Graz / Wien 1990, ISBN 3-85420-174-5.
- ich bin auf den Augenblick.... Tagebuch 1980–1984. manuskripte Edition Droschl, Graz 1985, ISBN 3-85420-069-2.